# 陳家鼎

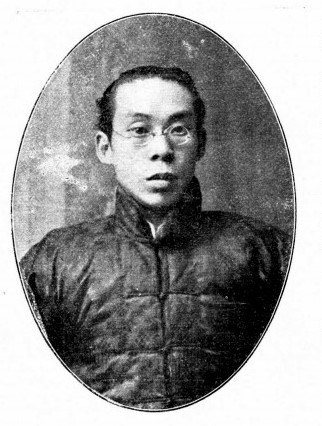

陳家鼎（1876年—1928年1月8日），字汉元，湖南宁乡人，中国民主革命家，中华民国政治人物。

## 生平

### 反清革命
陳家鼎15岁时补博士弟子员。1898年，他入两湖书院，结识了同学黄廑午（黄兴）、白逾桓等。后来，他转考入湖北武普通学堂。1903年初，他结识了刚刚入湖北文普通学堂的宋教仁。同年秋，他因成绩优秀获官费留学日本，入早稻田大学政治经济科，后来毕业获法学士学位。
在日本留学期间，他积极参加华兴会的活动。1904年，黄兴于长沙起义失败后逃到上海，11月7日陈家鼎在上海参加了黄兴召集的余庆里集会，策划继续举行起义。后来，因万福华案突然发生，他和黄兴等人陆续流亡日本，继续学业。在日本，他和湖南籍的同学黄兴、宋教仁、陈天华、姚宏业等人在中国留日学生中鼓吹革命，宣传共和。1905年夏，孙中山从欧洲来到日本，创建了中国同盟会，陈家鼎加入中国同盟会，任中国同盟会总部评议员。他还和杨守仁、宁调元创办革命刊物《洞庭波》（后更名为《汉帜》），他任主编。
中国同盟会成立后不久，他就被孙中山派回中国，在长江沿岸发展组织，先后在上海、武汉、长沙设立机关。他也是第一个在长江沿岸设立中国同盟会机关的人。他还结识了长江会党首领杨恢、成亚龙、郑先声、马福益等人，并在会党中进行革命活动。他担任了长江沿岸七省同盟会视察。
在上海的中国同盟会机关由任职于阜丰公司的孙毓筠捐资作经费，地址开始是虹口三元里，后来迁到上海法租界八仙桥鼎吉里夏昕蕖家。该机关由陈家鼎驻会负责。在上海的该机关成为1906年至1907年中国国内外革命党人联络的大本营。
在武汉，他结交了日知会领导人刘静庵、朱松坪、时功璧等，并在湖广总督衙门后边的高升巷建立了中国同盟会湖北机关。
在长沙，他和禹之谟创建了中国同盟会湖南分会，会址一开始在天心阁，后来迁到北正街湘利乾织布公司禹之谟家。1906年5月25日，他和禹之谟在长沙领导了湖南各界公葬陈天华、姚宏业两烈士活动。活动在各界反响强烈。他和禹之谟遂准备趁机发动起义。但起义事泄，禹之谟被捕后遭到杀害，陈家鼎逃入圣公会，获得牧师掩护，后经江西萍乡逃到上海，清廷命沿长江各省悬赏缉拿他，但终究未拿获。1906年10月29日，他和宁调元乘同一艘船逃亡日本。回到日本后，他在东京历任中国同盟会总部鼓吹部部长、文学部部长等职。
萍浏澧起义爆发后，宁调元被派回中国进行策应，陈家鼎在《汉帜》上发表文章声援。起义失败后，他和宋教仁等人在东京为牺牲于此次起义的刘道一等人开会进行悼念。在东京，他和乔宜斋、仇亮、王廷祉、杜羲、杨树楷、华世中、何子奇等加入中国同盟会较早的会员发起组织了秘密团体“血党”，负责革命党内部安全保卫工作，专门应付清廷派出的特务和革命组织内部的奸细。
1908年夏，他和宋教仁被孙中山派回中国发动起义。他和宋教仁各自率领一个小组，宋教仁经台湾赴大连、奉天，陈家鼎到青岛及山东沿海地区联络人马，最后他和宋教仁率兵南北夹攻，直取北京。但这个计划最后失败了。陈家鼎经神户到山东后，陈幹、刘冠三、景定成、陶成章、商震等准备帮助他起兵，但此事被德国人侦悉，密报清政府。陈家鼎等人逃归东京，后来和同样回到日本的宋教仁碰面。
1911年4月27日黄花岗起义爆发。陈家鼎正准备回中国策应此次起义时，起义失败的消息便传来了。后来建黄花岗七十二烈士墓时，他在墓前题写了“自由不死”四个大字，刻碑立于墓园。
1911年武昌起义爆发后，陈家鼎回国，在上海和南京之间奔走，帮助宋教仁建立南京临时政府，草创法规。同年冬，他率杜羲等人到大连、奉天组织“胡子队”，准备举行反清起义，后因南北议和成功而作罢。

### 反袁革命
中华民国成立后，1912年4月7日，他和胡汉民、廖仲恺、汪精卫、孙科等人随孙中山搭乘“联鲸号”兵舰从南京到武汉同黎元洪会谈。后来陈家鼎任北京临时参议院议员。1912年8月，袁世凯、黎元洪勾结在北京拘捕并枪决了武汉将领张振武、方维，他在议院要求弹劾，并要求查办副总统黎元洪，但未能成功。他到北京后，被驻北京的各新闻机构投票选为北京新闻团团长。此后他利用这一身分开展国民外交，争取世界各国承认中华民国。1912年10月，他作为中央共和纪念会总理，在北京连续三天主持了庆祝辛亥起义一周年纪念活动，并对受邀出席此次活动的蒙古、西藏活佛宣讲五族共和。
1913年1月，他当选民元国会众议院议员。1913年3月初，他和宋教仁自武汉经南京到上海，准备一起到北京参加首届国会开幕礼。3月20日，宋教仁在上海遭到暗杀，陈家鼎急忙赶到北京，在北京临时参议院对袁世凯政府提出严厉质询，获得覃振等17名议员联署。他还以发言人的身份接见了中外记者，其中包括日本的村田内藤、安藤冈由、美国的阿努特、法国的莫利斯等记者。3月29日，北京新闻团在北京湖广会馆举行大会追悼宋教仁，陈家鼎主持了此次大会并发表演说，程家柽、孙毓筠、日本人神田正雄、法国人铎尔孟等人也在会上发表了演讲。首届国会开幕后，他拒绝了袁世凯派亲信给予的五十万元“炭敬”。1913年10月6日国会选举中华民国大总统，袁世凯派人包围国会，胁迫议员投票选袁世凯当大总统，但陈家鼎在三次投票中均不畏强权，将票投给“孙文”。他还组织癸丑同志会，联合国会参众两院的国民党议员共同抵抗袁世凯。
二次革命失败后，他遭到袁世凯通缉，1913年11月再度流亡日本。1915年末，他被孙中山派回上海，策应蔡锷、李烈钧等领导的护国军，在各大报纸发表文章声讨袁世凯。当时，他和同住上海法租界吴兴里的陈其美两家相邻。1916年5月18日，陈其美在寓所遭到刺杀，陈家鼎闻声而逃，幸免于难。

### 护法运动
1916年袁世凯去世后，他继续任国会议员。后来他随孙中山南下护法，在广州非常国会任议员。1918年初，他获任命为大元帅府参议。在广州护法期间，因滇系军阀唐继尧、桂系军阀陆荣廷专横，护法军政府的三位总长唐绍仪、伍廷芳、程璧光不敢就职。非常国会遂推举陈家鼎和焦易堂居间协调。后来有人提出改大元帅府为“七总裁”制，企图架空大元帅孙中山，陈家鼎对此坚决反对。1918年2月3日，在海珠会议上，陈家鼎在演说中称“武人操纵，鲁难未已”，号召“群起一致，对抗武力派”。他还在非常国会数度讨论改组军政府案时均坚决反对，使该案未能通过。后来，在陈家鼎到上海侍奉患病的母亲时，在滇系和桂系军阀操纵下，非常国会通过了该案，5月4日大元帅孙中山被迫下野。陈家鼎赶回广州时，局面已经无法挽回。后来到1919年冬，许多非常国会议员纷纷离开，陈家鼎却一直留在孙中山身边，直到桂系军阀莫荣新被驱走。
1919年五四运动发生后，他要求政府“对于报界言论自由权，学生爱国一切运动，及被劫于武力后之各项教育应力加保障，并促成而助长之，以为新文化之倡导”。1920年11月他在广州发出《关于西南大计的通电》。1922年六·一六事变发生，陈家鼎只身闯入陈炯明部下洪兆麟的兵营，成功劝服洪兆麟命令士兵缓进，为孙中山从总统府逃脱赢得了时间。此后他奉孫中山之命回到北京，聯絡原来的國會议员们，准备響應北伐。1925年孙中山逝世后，他脱离政界，退居养病。
1928年1月8日（农历丁卯年腊月十六日），陈家鼎在北京的书斋中因煤气中毒而逝世，享年52岁。

## 逸事
他爱好诗文，是南社成员，还介绍了自己的一个弟弟和三个妹妹参加南社。他参加过1912年3月13日在上海愚园举办的南社第六次雅集，以及1916年的南社长沙雅集。
他还喜欢交友，和政界、学界、宗教界、艺术界人士多有交往。革命人士林述庆、女界领袖唐群英等人均是他的好友。1912年秋，八指头陀偕释永光、释道阶拜访陈家鼎并赠诗，陈家鼎以原韵答诗曰：“大地沧桑甚，诗僧亦老苍，重逢八指日，回首十余霜。我句惭无已，君朋有永光。无餐供活佛，留与饮寒汤。”

## 家庭
- 二弟：陳家鼐，同盟会员，南社成员
  - 二弟媳：唐家偉，同盟会员
- 大妹：陳家英，同盟会员，南社成员
  - 大妹夫：蕭炳章，同盟会员
- 二妹：陳家傑，同盟会员，南社成员
- 三妹：陳家慶，同盟会员，南社成员[2]